# CS Marítimo
A Club Sport Marítimo egy portugál labdarúgóklub, melynek székhelye Funchalban, Madeirán található. A klubot 1910-ben alapították és a portugál első osztályban szerepel.
A labdarúgás mellett több szakosztállyal rendelkezik, mint például az atlétika, kézilabda, röplabda, görhoki.
A bajnokságot 1 alkalommal, 1926-ban nyerték meg. Ezt követően hosszú ideig a másodosztályban szerepeltek. Portugál kupadöntőt két alkalommal játszottak.
Hazai mérkőzéseiket a Estádio do Marítimoban játsszák. A stadion 10 600 fő befogadására alkalmas. A klub hivatalos színei a piros-zöld.

## Sikerlista
- Portugál bajnok (1): 1925–26
- Portugál kupadöntős (2): 1994–95, 2000–01

## Nemzetközi szereplés
| Szezon  | Kupasorozat | Forduló   | Nemzet              | Ellenfél            | Hazai | Vendég | Össz.         |
| ------- | ----------- | --------- | ------------------- | ------------------- | ----- | ------ | ------------- |
| 1993–94 | UEFA-kupa   | 1.        | Belgium             | Royal Antwerp       | 2–2   | 0–2    | 2–4           |
| 1994–95 | UEFA-kupa   | 1.        | Svájc               | Aarau               | 1–0   | 0–0    | 1–0           |
| 1994–95 | UEFA-kupa   | 2.        | Olaszország         | Juventus            | 0–1   | 1–2    | 1–3           |
| 1998–99 | UEFA-kupa   | 1.        | Anglia              | Leeds United        | 1–0   | 0–1    | 1–1 (1–4 bu.) |
| 2001–02 | UEFA-kupa   | SK        | Bosznia-Hercegovina | FK Sarajevo         | 1–0   | 1–0    | 2–0           |
| 2001–02 | UEFA-kupa   | 1.        | Anglia              | Leeds United        | 1–0   | 0–3    | 1–3           |
| 2004–05 | UEFA-kupa   | 1.        | Skócia              | Rangers             | 1–0   | 0–1    | 1–1 (2–4 bu.) |
| 2008–09 | UEFA-kupa   | 1.        | Spanyolország       | Valencia            | 0–1   | 1–2    | 1–3           |
| 2010–11 | Európa-liga | 2. SK     | Írország            | Sporting Fingal     | 3–2   | 3–2    | 6–4           |
| 2010–11 | Európa-liga | 3. SK     | Wales               | Bangor City         | 8–2   | 2–1    | 10–3          |
| 2010–11 | Európa-liga | Rájátszás | Fehéroroszország    | BATE Bariszav       | 1–2   | 0–3    | 1–5           |
| 2012–13 | Európa-liga | 3. SK     | Görögország         | Asztérasz Trípolisz | 0–0   | 1–1    | 1–1 (irg)     |
| 2012–13 | Európa-liga | Rájátszás | Grúzia              | Dila Gori           | 1–0   | 2–0    | 3–0           |
| 2012–13 | Európa-liga | Csoport   | Franciaország       | Bordeaux            | 1–1   | 0–1    | 3.            |
| 2012–13 | Európa-liga | Csoport   | Anglia              | Newcastle United    | 0–0   | 1–1    | 3.            |
| 2012–13 | Európa-liga | Csoport   | Belgium             | Club Brugge         | 2–1   | 0–2    | 3.            |
| 2017–18 | Európa-liga | 3. SK     | Bulgária            | Botev Plovdiv       | 2–0   | 0–0    | 2–0           |
| 2017–18 | Európa-liga | Rájátszás | Ukrajna             | Dinamo Kijiv        | 0–0   | 1–3    | 1–3           |

- SK = Selejtezőkör
- bu. = Büntetők után
- irg. = Idegenben rúgott góllal

### Játékoskeret
2022. szeptember 3-tól
| #  |     | Poszt | Név                                              |
| -- | --- | ----- | ------------------------------------------------ |
| 1  | POR | K     | Miguel Silva                                     |
| 31 | BRA | K     | Marcelo Carné                                    |
| 59 | CZE | K     | Matouš Trmal (kölcsönben a Vitória Guimarãestől) |
| 96 | POR | K     | Pedro Teixeira                                   |
| 2  | BRA | V     | Cláudio Winck                                    |
| 3  | COL | V     | Moisés Mosquera                                  |
| 4  | BRA | V     | Matheus Costa                                    |
| 5  | MOZ | V     | Zainadine Júnior                                 |
| 15 | BRA | V     | René Santos                                      |
| 25 | POR | V     | Gonçalo Cardoso                                  |
| 27 | POR | V     | Paulinho                                         |
| 45 | POR | V     | Fábio China                                      |
| 66 | BRA | V     | Léo Andrade                                      |
| 94 | BRA | V     | Vítor Costa                                      |
| 6  | POR | KP    | Rafael Brito (kölcsönben a Benficától)           |
| 10 | ITA | KP    | Stefano Beltrame                                 |

| #  |     | Poszt | Név                                                |
| -- | --- | ----- | -------------------------------------------------- |
| 16 | POR | KP    | Diogo Mendes                                       |
| 21 | BRA | KP    | João Afonso                                        |
| 23 | POR | KP    | Xadas                                              |
| 34 | ARG | KP    | Lucho Vega                                         |
| 97 | BRA | KP    | Val                                                |
| 7  | POR | CS    | André Vidigal                                      |
| 9  | ESP | CS    | Pablo Moreno                                       |
| 11 | VEN | CS    | Jesús Ramírez (kölcsönben a Monarcas Moreliától)   |
| 12 | POR | CS    | Edgar Costa                                        |
| 17 | ESP | CS    | Antonio Zarzana (kölcsönben a Sevillától)          |
| 29 | PER | CS    | Percy Liza                                         |
| 38 | BRA | CS    | Léo Pereira (kölcsönben az Atlético Goianiensétől) |
| 39 | NGA | CS    | Stanley Kanu                                       |
| 57 | MOZ | CS    | Geny Catamo                                        |
| 95 | CMR | CS    | Joel Tagueu                                        |